# 매끈이빨검은점상어
매끈이빨검은점상어(학명:Carcharhinus leiodon)는 흉상어목 흉상어과 흉상어속에 속하는 물고기이다. 전체적인 몸길이는 1.3m로 상어에서는 소형인 종에 속한다.

## 특징과 먹이
표면적으로 매끈이빨검은점상어는 흑기흉상어(C. melanopterus)와 비슷하다. 영어권에서는 Smoothtooth Blacktip Shark(스무스 블랙팁 샤크)라는 이름으로 불린다. 짧고 뭉툭한 주둥이와 함께 다소 견고한 체격을 가지고 있다. 큰 콧구멍 앞에는 잘 발달된 삼각형 모양의 피부 덮개가 있다. 작고 동그란 분에는 순막이 있다. 입은 넓은 아치를 형성하고 모서리에 매우 짧은 고랑이 있다. 16개의 윗니와 14-15개의 아랫니가 양쪽에 있으며, 양쪽 턱의 대칭(중앙)에 2개 또는 3개의 작은 이빨이 있다. 이빨은 모양이 독특하며 톱니가 없는 좁고 곧은 교두가 있다. 가느다란이빨상어와 맴돌이상어는 비슷한 이빨을 가진 흉상어속의 유일한 다른 구성원이다. 5쌍의 아가미 슬릿은 길다. 상당히 길고 뾰족한 가슴 지느러미는 약간 낫 모양(falcate)이며 네번째와 다섯 번째 아가미 슬릿 사이에서 시작된다. 첫번째 등지느러미는 중간 크기이며 뾰족한 정점이 있는 삼각형이고 가슴 지느러미 기저부의 뒤쪽에서 시작된다. 두번째 등지느러미는 작고 항문 지느러미 맞은편에 위치한다. 등지느러미 사이에는 능선이 없다. 골반 지느러미는 삼각형이며 항문 지느러미보다 크며 후행 가장자리에 깊은 노치가 있다. 초승달 모양의 노치가 위쪽 꼬리 지느러미 원점의 꼬리 꽃자루에 존재한다. 꼬리 지느러미는 비대칭이며 잘 발달 된 아래쪽 엽과 끝 부분에 복부 노치가있는 더 긴 위쪽 엽이 있다. 진피 이빨은 약간 겹치며 3개 또는 5개의 가장자리 이빨로 이어지는 3개의 두드러진 수평 융기를 가지고 있다. 이종은 위는 녹색을 띤 노란색에서 녹색을 띤 회색이며 때로는 작은 어두운 점이 흩어져 있다. 아래쪽은 흰색이며 옆구리로 창백한 띠로 뻗어 있다. 모든 지느러미는 끝이 날카롭게 뚜렷한 검은색 끝을 가지고 있으며 두번째 등지느러미 기저부에서 위쪽 꼬리 지느러미 엽 끝까지 넓고 어두운 정중선 줄무늬가 있다. 기록된 가장 큰 표본은 길이가 1.2m(3.9피트)이다. 매끈이빨검은점상어(Carcharhinus leiodon)는 흉상어과에 속하는 흉상어속 상어의 일종이다. 그것은 예멘 동부의 아덴만에서 잡힌 유형 표본과 쿠웨이트의 페르시아만에서 잡힌 소수의 추가 표본에서만 알려져 있다. 길이가 1.3m(4.3피트)에 달하는 이종은 땅딸막한 녹색을 띤 몸체, 짧은, 끝이 검은색인 지느러미를 가지고 있다. 그것은 좁고 직립하며 매끄러운 가장자리를 가진 이빨로 유사한 종과 구별 할 수 있다. 매끈이빨검은점상어의 첫번째 알려진 표본은 1902년에 빌헬름 하인(Wilhelm Hein)이 잡아 비엔나의 빈 자연사 박물관(Naturhistorisches Museum)에 보관된 75cm 길이의 미성숙한 수컷이었다. 위치는 "기스친" 근처의 아덴만으로 기록되었는데 이는 예멘 동부의 치쉰 마을을 가리키는 것으로 보인다. 1985년에 뉴질랜드 어류학자인 잭 개릭(Jack Garrick)은 미국 해양대기청(National Oceanic and Atmospheric Administration)의 기술 보고서에서 상어를 조사하고 새로운 종으로 설명했다. 그는 그리스어로 "매끄러운"을 의미하는 leios(레이오스)와 "이빨"을 의미하는 odon(오돈)에서 유래 한 leiodon(레이오돈)이라는 특별한 별명을 붙였다.  이종은 2008년까지 단일 표본으로만 알려져 있었는데 쿠웨이트의 어업 조사에서 몇 가지 표본이 더 발견되었다. 형태학에 기초하여 1988년에 레너드 콤파뇨(Leonard Compagno)는 매끈이빨검은점상어를 맴돌이상어(S. brevipinna), 흑단상어(C. limbatus), 우아한상어를 가느다란이빨상어(C. isodon)와 함께 근연종으로 분류했다. 2011년에 알렉 무어(Alec Moore)와 동료들은 미토콘드리아 DNA 염기서열에 분자계통학적 기법을 사용하여 이종이 우아한상어, 흑기흉상어, 호주흑기흉상어(C. tilstoni)와 밀접한 관련이 있다고 보고했다. 먹이로는 멸치, 청어, 꽁치와 같은 작은 물고기, 오징어와 같은 두족류, 갑각류를 주로 잡아먹는 육식성의 상어에 속한다.

## 서식지, 산란기, 어획, 보호 활동
매끈이빨검은점상어는 약 3,000km(1,900마일) 떨어진 동부 예멘과 쿠웨이트에서만 서식하는 것이 기록되었다. 예멘 근처의 아덴만은 깊이가 2.5km(1.6마일)가 넘고 대륙붕이 좁고 영구적인 강물 유입이 없는 반면에 쿠웨이트 근처의 페르시아만은 40m(130피트)보다 완전히 얕고 티그리스-유프라테스-카룬 강 시스템에서 풍부한 담수를 받는다. 쿠웨이트 표본은 수산 시장에서 얻었다. 쿠웨이트 스피드 보트 낚시꾼들의 관행을 감안할 때 이 상어는 얕은 연안 해역에 서식하는 것으로 추정될 수 있다. 그럼에도 불구하고, 이바다는 강어귀에서 산호초에 이르기까지 다양한 서식지를 포함하고 있기 때문에 매끈이빨검은점상어의 서식지 요구 사항은 크게 알려지지 않은 상태로 남아 있다. 산란기는 7월~8월의 여름으로 산란기가 되면 수컷은 암컷을 두고 서로 경쟁하기도 한다. 매끈이빨검은점상어는 아마도 다른 모든 흉상어과 종과 마찬가지로 태생일 것이며 발달 중인 유어는 어미와의 태반 연결에 의해 만삭까지 유지된다. 임신기간은 1년이며 수컷의 수정을 받은 암컷은 1년 후에 4~12마리의 유어를 출산한다. 사용 가능한 표본으로 판단 할 때 수컷은 0.9에서 1.2m (3.0에서 3.9ft) 사이의 어느 지점에서 성적 성숙에 도달한다. 매끈이빨검은점상어는 식용으로 이용되는 어종으로 매끈이빨검은점상어는 예멘과 쿠웨이트에서 고기, 회 등으로 식용한다. 다만 매끈이빨검은점상어는 남획으로 인하여 현재 멸종 위기에 쳐해 있다. 국제자연보전연맹(International Union for Conservation of Nature)은 이종을 마지막으로 멸종 위기 종으로 평가했다. 이후 더 많은 표본이 발견되었지만 이 종의 보존 상태는 범위 내의 과도한 어업과 서식지 파괴로 인해 불안정한 상태로 남아 있다. 이로 인해 매끈이빨검은점상어는 국제적으로 개체수와 서식지의 보호를 받고 있으며 연간 잡을 수 있는 어획량을 엄격히 제한하고 있다.

## 같이 보기
- 흉상어목
- 흉상어과
- 흉상어속